# Vikram Sarabhai
Vikram Ambalal Sarabhai (Ahmedabad, 12 agosto 1919 – Thiruvananthapuram, 1971) è stato un fisico, astronomo e ricercatore indiano, insignito del Padma Bhushan nel 1966 e del Padma Vibhushan (postumo) nel 1972, e considerato come il padre del programma spaziale dell'India, grazie alla fondazione e allo sviluppo della Indian Space Research Organisation. A lui è stato dedicato l'asteroide 2987 Sarabhai e il cratere lunale cratere Sarabhai.